# نورمحمد بمپشتی
ملا نور محمد بمپشتی یک شاعر انقلابی بوده‌است.
او در طایفه درازهی بمپشت بلوچستان به دنیا آمد. پدرش میر عثمان از سران و بزرگان طایفه درازهی بود. نور محمد بمپشتی قرآن و خواندن نوشتن را در بمپشت فرا گرفت و در این ایام بر ضد حکومت قاجاریان شعر می‌سرود. به سبب اشعار انقلابی بمپشتی، حاکم وقت میر الم خان بزرگزاده با هماهنگی حکم کرمان به قلعه «سیب» بلوچستان حمله‌ور شدند و قلعه را به محاصره درآوردند. بعد از چندین شبانه روز جنگ و تلفات زیاد جانی و مالی، حاکم قلعه را به تصرف درمی‌آورد و ملا نور محمد بمپشتی را همراه با نادر شاه، پسر محمد شاه (حاکم سیب) و خیلی از سران و بزرگان منطقه را دستگیر و به کرمان می‌برند. حاکم کرمان به سبب اشعارشان دستور بریدن زبان بمپشتی را صادر کرد. بعد از اجرای دستور ملا نور محمد بمپشتی زندانی شد و در زندان پس از سه ماه کشته شد.